# Frente Grande
El Frente Grande es un partido político de Argentina, formado en 1993, aunque posteriormente formó coaliciones con otros partidos, Llegó a la presidencia integrando la Alianza con Fernando de la Rúa. Luego de la fuerte crisis argentina de 2001, se debilitó, pero mantuvo dirigentes relevantes. Volvió a integrar coaliciones con el kirchnerismo desde el 2005. Es el cuarto partido político en cantidad de afiliados de Argentina.

## Historia
El Frente Grande se formó como frente electoral en 1993, a partir de Carlos «Chacho» Álvarez, el miembro más conocido del “Grupo de los 8” diputados que abandonan el Partido Justicialista en 1990, por estar en profundo desacuerdo con el gobierno de Carlos Menem. Junto con ellos fundó el Movimiento por la Democracia y la Justicia Social (MODEJUSO). A ellos se les unen otros políticos de sectores progresistas como Pino Solanas y Graciela Fernández Meijide, y partidos como la Democracia Cristiana, el Partido Comunista y el Partido Intransigente. 
En las elecciones del 3 de octubre de 1993, el Frente consiguió tres diputados nacionales, dos de ellos de la Capital Federal (Carlos Álvarez y Fernández Meijide) y uno de la provincia de Buenos Aires (Solanas). 
Ya constituido como partido político, se impuso en 1994 como alternativa electoral en las elecciones de constituyentes ganando en la Capital y Neuquén, en la asamblea constituyente bonaerense formaría un bloque con la UCR y el Modin con el propósito de impedir la reelección de Eduardo Duhalde. Llegaron a ser la tercera fuerza política del país. .
El Frente Grande planteó críticas económicas moderadas, para no perder su base electoral, lo cual llevó al alejamiento de algunos de sus sectores más radicales.
En 1994, José Octavio Bordón se alejó del Partido Justicialista y formó su propio partido, Política Abierta para la Integridad Social. Este formó una coalición con el Frente Grande y los partidos que lo acompañaban, formando el Frente País Solidario, y realizando una interna abierta entre Carlos Álvarez y Bordón para elegir el candidato presidencial. Inesperadamente triunfa Bordón, y el FrePaSo queda en segundo lugar en las elecciones presidenciales de 1995, relegando a la UCR al tercer lugar. El Frente Grande continuó siendo eje de la coalición FrePaSo incluso después del alejamiento de Bordón.
En 1997, el FrePaSo formó la Alianza para el Trabajo, la Justicia y la Educación, junto con la devaluada Unión Cívica Radical, con el objetivo de unir fuerzas para derrotar al PJ hegemonizado por el entonces Presidente Menem. La coalición se impuso en las elecciones nacionales de 1997, obteniendo la mayoría de los cargos legislativos en disputa. Para las elecciones presidenciales de 1999, se realiza una interna abierta entre el candidato radical, Fernando de la Rúa, y la candidata apoyada por el Frepaso, Graciela Fernández Meijide, en la que ésta es derrotada por la movilización del aparato político del radicalismo, que conservaba su capacidad de actuación.
Su líder histórico, Carlos "Chacho" Álvarez, integra finalmente la fórmula presidencial de la Alianza, que gana en las elecciones de 1999, acompañando como vicepresidente a De la Rúa. Al año siguiente, la crisis abierta entre ambos por el escándalo de las coimas en el Senado, lo lleva a renunciar en octubre de 2000. Pese a ello, el Frente Grande sigue integrando el gobierno de la Alianza hasta su caída en diciembre de 2001, recostándose en otros liderazgos como el de la propia Graciela Fernández Meijide, el del Jefe de Gobierno de la Ciudad de Buenos Aires, Aníbal Ibarra, y el del Presidente del Bloque de Diputados conjunto de la Alianza, Darío Alessandro, entre otros.
La caída del gobierno sorprende al partido en una profunda crisis interna y con un debate abierto sobre el rol que debía jugar ante las cada vez más claras contraposiciones entre el programa (Carta a los Argentinos) y la acción del gobierno de la Alianza.
Los años 2002 y 2003 son años de diáspora en los que muchos de sus principales dirigentes históricos abandonan sus filas y toman rumbos distintos. Sin embargo, la mayoría de los que integraron el Frente Grande deciden acompañar el gobierno de Néstor Kirchner, ya sea acompañándolo desde un primer momento en su campaña electoral, como Eduardo Sigal, o posteriormente.
A partir de 2005 comienza un proceso de normalización partidaria en los que se recupera buena parte de la estructura que había tambaleado, regresan numerosos militantes y dirigentes y se asienta su lugar partidario como uno de los socios fundadores del Frente para la Victoria, coalición electoral que se crea ese año para dar soporte al kirchnerismo. El 10 de julio y el 31 de julio de 2011 apoya la candidatura a Jefe de Gobierno de la Ciudad Autónoma de Buenos Aires de Daniel Filmus y la candidatura a presidenta de Cristina Kirchner.

## Principales dirigentes
Mario Secco (Intendente de Ensenada), Eduardo Sigal (Senador provincial, mandato cumplido) y otros de los más conocidos en funciones actuales.
| Dirección Nacional del Frente Grande     | Dirección Nacional del Frente Grande |
| ---------------------------------------- | ------------------------------------ |
| Presidente                               | Mario Secco                          |
| Vicepresidente 1º                        | Marcelo Mango                        |
| Vicepresidente 2º                        | Eduardo Sigal                        |
| Vicepresidente 3º                        | Horacio Viqueira                     |
| Vicepresidenta 4º                        | Verónica Casco                       |
| Presidenta de la Asamblea Nacional       | Soledad Martínez                     |
| Secretario General                       | Daniel San Cristóbal                 |
| Tesorero                                 | Nelio Calza                          |
| Subtesorero                              | Aldo Lo Russo                        |
| Secretaria de Relaciones Internacionales | Adolfo San Martín                    |
| Secretario de Organización               | Néstor Loggio                        |
| Secretaria de Acción Política.           | Javier Hermo                         |
| Secretaría de Relaciones Legislativas    | María José Lubertino                 |
| Secretaria de Comunicación               | María Elisa Ghea                     |

## Resultados electorales

### Elecciones presidenciales
|  | 29,30 % |

|  | 48,37 % |

|  | 45,28 % |

|  | 54,11 % |

|  | 37,08 % |

|  | 48,66 % |

|  | 48,24 % |

### Elecciones al congreso
|  | 3,94 % |

|  | 20,69 % |

|  | 46,97 % |

|  | 43,70 % |

|  | 22,19 % |

|  | 6,78 % |

|  | 42,33 % |

|  | 46,31 % |

|  | 30,28 % |

|  | 52,56 % |

|  | 34,91 % |

|  | 37,55 % |

|  | 21,03 % |

### Elecciones a la Convención Constituyente
| Año  | Votos     | %     | Total de bancas | Posición | Presidencia  | Nota |
| ---- | --------- | ----- | --------------- | -------- | ------------ | ---- |
| 1994 | 2.082.622 | 13.20 | 31/305          | Minoría  | Carlos Menem |      |